# Razadarit Ayedawbon
Razadarit Ayedawbon (birm. ရာဇာဓိရာဇ် အရေးတော်ပုံ) – birmańska kronika obejmująca historię królestwa Hanthawaddy od roku 1287 do 1421. Zawiera relacje dotyczące intryg dworskich, buntów, misji dyplomatycznych, wojen itp. Około połowy kroniki poświęcone jest panowaniu króla Razadarita (pan. 1384–1421), opisując szczegółowo jego działania podczas wojny czterdziestoletniej toczonej przeciwko królowi Minkhaungowi I i księciu koronnemu Minyekyawswie z królestwa Ava.
Razadarit Ayedawbon jest w istocie birmańskim tłumaczeniem z mońskiego pierwszej połowy Kroniki Hanthawaddy dokonanym przez Binnya Dalę, ministra i generała królestwa Taungngu będącego etnicznym Monem. Jest to prawdopodobnie najwcześniejszy zachowany tekst dotyczący historii Monów w Dolnej Birmie oraz, prawdopodobnie, jedyny ocalały fragment oryginalnej, napisanej w języku mon kroniki, która uległa zniszczeniu w roku 1565, kiedy podczas buntu wznieconego przez dostojników dawnego królestwa Hanthawaddy doszło do spalenia Pegu.
Do czasów współczesnych ocalały jedynie cztery najstarsze kopie manuskryptu oryginalnego tłumaczenia Binya Dali, sporządzone na liściach palmowych i pochodzące przypuszczalnie z połowy XVIII w. Według analizy przeprowadzonej w roku 1968 przez Nai Pan Hla, istniało ogółem dziewięć różniących się nieznacznie wersji kroniki. W r. 1958 Pan Hla dokonał tłumaczenia jednej z wersji z powrotem na język mon. Stworzył on także nową (dziesiątą) wersję kroniki w r. 1968, dokonując syntezy birmańskich wersji Razadarit, jednej z wersji Kronik Pak Lat oraz zapisków w Hmannan, jak też wyników współczesnych badań.